# 신천도서관 (시흥시)
신천도서관은 경기도 시흥시 소재의 시립 도서관이다.

## 연혁
- 2011년 1월 18일 개관.

## 시설 현황
- 2층: 종합자료실
- 1층: 어린이자료실, 동아리실, 사무실
- 지하1층: 서고